# Kuhmois
Kuhmois (finska: Kuhmoinen) är en kommun i landskapet Birkaland i Finland. Kommunen gränsar mot Kangasala och Orivesi i väster, Jämsä i norr, Luhanka (ingen landgräns) och Sysmä (ingen landgräns) i öster samt Padasjoki i söder.
Kuhmois har 2 158 invånare och är enspråkigt finskt. Kommunen har en yta på 936,68 km², varav landarealen är 660,96 km². Före 2021 hörde Kuhmois till Mellersta Finland.
I början av 1500-talet avskildes Kuhmois som ett kapell under Padasjoki kyrksocken.

## Politik

### Mandatfördelning i Kuhmois kommun, valen 1976–2021
| 1 | 7 | 4 | 2 | 7 |

| 1 | 7 | 4 | 1 | 8 |

| 1 | 6 | 1 | 5 | 1 | 7 |

| 1 | 5 | 2 | 5 | 1 | 7 |

| 1 | 6 | 3 | 5 | 6 |

| 5 | 3 | 6 | 7 |

| 5 | 7 | 9 |

| 5 | 10 | 6 |

| 9 | 12 |

| 5 | 7 | 1 | 8 |

| 10 | 11 |

| 4 | 3 | 7 | 1 | 6 |

| 11 | 10 |

| 5 | 1 | 5 | 1 | 9 |

| 11 | 10 |

| 4 | 3 | 4 | 1 | 9 |

| 11 | 10 |

## Demografi

### Befolkningsutveckling
| Befolkningsutvecklingen i Kuhmois kommun 1975–2020                                                           | Befolkningsutvecklingen i Kuhmois kommun 1975–2020 | Befolkningsutvecklingen i Kuhmois kommun 1975–2020 | Befolkningsutvecklingen i Kuhmois kommun 1975–2020 | Befolkningsutvecklingen i Kuhmois kommun 1975–2020 |
| --- | -------------------------------------------------- | -------------------------------------------------- | -------------------------------------------------- | -------------------------------------------------- |
| |                                                    |                                                    |                                                    |                                                    |
| År |                                                    |                                                    | Folkmängd                                          |                                                    |
| 1975 | 1975                                               |                                                    | 3 950                                              |                                                    |
| 1980 | 1980                                               |                                                    | 3 723                                              |                                                    |
| 1985 | 1985                                               |                                                    | 3 544                                              |                                                    |
| 1990 | 1990                                               |                                                    | 3 428                                              |                                                    |
| 1995 | 1995                                               |                                                    | 3 209                                              |                                                    |
| 2000 | 2000                                               |                                                    | 2 973                                              |                                                    |
| 2005 | 2005                                               |                                                    | 2 805                                              |                                                    |
| 2010 | 2010                                               |                                                    | 2 554                                              |                                                    |
| 2015 | 2015                                               |                                                    | 2 334                                              |                                                    |
| 2020 | 2020                                               |                                                    | 2 161                                              |                                                    |
| Anm: Uppgifterna avser förhållandena den 31 december nämnda år enligt områdesindelningen den 1 januari 2022. |                                                    |                                                    |                                                    |                                                    |

### Språk
Befolkningen efter språk (modersmål) den 31 december 2022. Finska, svenska och samiska räknas som inhemska språk då de har officiell status i landet. Resten av språken räknas som främmande. För språk med färre än 10 talare är siffran dold av Statistikcentralen på grund av sekretesskäl. För Kuhmois kommun betyder det att inget främmande språk framgår i tabellen på grund av för få antal talare.
| Språk                        | Talare 2022-12-31 | Talare 2022-12-31 |
| Språk                        | Antal             | Andel (%)         |
| ---------------------------- | ----------------- | ----------------- |
| Hela befolkningen            | 2 119             | 100,0             |
| Inhemska språk totalt        | 2 095             | 98,9              |
| Finska                       | 2 086             | 98,4              |
| Svenska                      | 7                 | 0,3               |
| Samiska                      | 2                 | 0,1               |
| Främmande språk totalt       | 24                | 1,1               |
| Språk med färre än 10 talare | 24                | 1,1               |

|  | Finska (98,4 %) |

|  | Svenska (0,3 %) |

|  | Samiska (0,1 %) |

|  | Främmande språk (1,2 %) |

|  | Finska (98,4 %) |

|  | Svenska (0,3 %) |

|  | Samiska (0,1 %) |

|  | Främmande språk (1,2 %) |

## Kultur

### Sevärdheter
- Päijälä fornborgsberg
- Vapen- och militärmuseet
- Papinsaari, nutida begravningsplats (kyrkogård) samt en forntida offerplats på en ö i Päijänne
- Klippmålningarna i Pyhänpää
- Isojärvi nationalpark

## Bilder

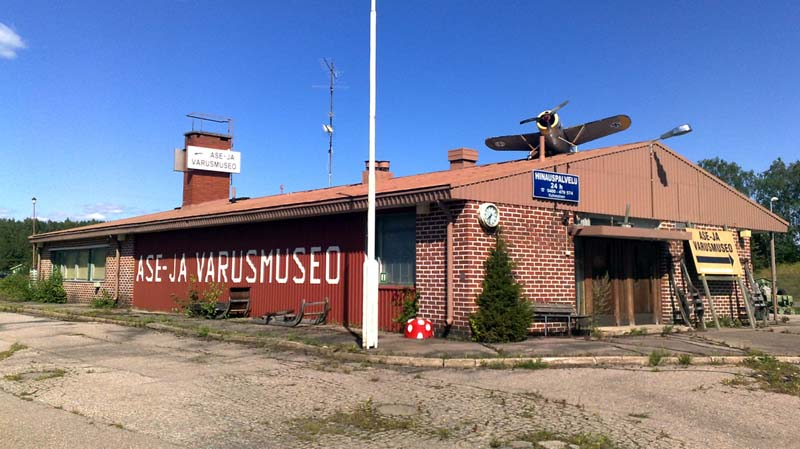
Vapen- och militärmuseet